# Rachel True
Rachel True (Nova Iorque, 15 de novembro de 1966) é uma atriz americana.

## Biografia
Nascida em Nova York, Rachel começou a demonstrar grande interesse em atuação desde cedo, ao assistir as interpretações de sua madrasta, Verona Barnes. Durante sua juventude, participou de diferentes peças de teatro.
Em 1991, True apareceu em The Cosby Show, dando início a uma fileira de empregos como atriz de programas de televisão: Beverly Hills, 90210, The Drew Carey Show, Once and Again, Dream On (da HBO), especificamente.
Por volta de 1993, ela mudou-se para Los Angeles e apareceu ao lado de Chris Rock no filme CB4. Depois de CB4, interpretou Nicole no filme Embrace of the Vampire, juntamente com Alyssa Milano. O próximo filme então seria The Craft, em que atuou como uma adolescente gótica de um coven, junto de Robin Tunney, Neve Campbell e Fairuza Balk. True e Campbell tornaram-se melhores amigas durante as filmagens.
Em Half Baked, de 1998, foi a namorada de um comerciante de marijuana medicinal roubada. True também apareceu em Nowhere, Groove, New Best Friend.
Em 2002, Rachel True formou uma dupla com Essence Atkins para estrelar a comédia da UPN Half & Half. Por três temporadas, ela interpretou Mona Thorne, uma executiva da indústria da música de São Francisco que tenta fortalecer a relação com a meia-irmã, a qual acabara de se mudar para seu apartamento.
True é conhecida por interpretar personagens do "lado negro", como a mulher de Embrace of the Vampire, a bruxa de The Craft e Julianne de New Best Friend. Entretanto, nos dias de hoje, ela está mais associada com seus talentos para comédia, como foi demonstrado por seu trabalho em Half & Half.

## Filmografia

### Filmes
- New Best Friend, 2002
- Who Is A.B.?, 2001
- Love Song, 2000, (TV)
- Groove, 2000
- The Auteur Theory, 1999
- The Apartment Complex, 1999, (TV)
- The Big Split, 1999
- With or Without You, 1998
- Half Baked, 1998
- Nowhere, 1997
- The Craft, 1996
- A Walton Wedding, 1995, (TV)
- Embrace of the Vampire, 1994
- Moment of Truth: Stalking Back, 1993, (TV)
- CB4, 1993

### Televisão
- Noah's Arc
- Half & Half
- Dawson's Creek
- Once and Again
- Providence
- The Drew Carey Show
- Boston Common
- Dream On
- The Fresh Prince of Bel-Air
- Thea
- Beverly Hills, 90210
- Renegade
- Hangin' with Mr. Cooper
- The Cosby Show